# Janet Healy
Pour les articles homonymes, voir Healy (homonymie).
Janet Healy est une productrice américaine qui travaille pour Illumination Entertainment.

## Filmographie
- 1975 : Tueur d'élite (assistante de production)
- 1976 : Farewell to Manzanar (assistante de production)
- 1976 : En route pour la gloire (assistante de production)
- 1977 : La Théorie des dominos (assistante de production)
- 1977 : Rencontres du troisième type (équipe de production)
- 1978 : Le Retour (assistante de production)
- 1979 : 1941 (productrice associée)
- 1988 : Willow (productrice des effets spéciaux)
- 1989 : SOS Fantômes 2 (productrice des effets spéciaux)
- 1990 : Joe contre le volcan (productrice des effets spéciaux)
- 1991 : Terminator 2 : Le Jugement dernier (productrice des effets spéciaux)
- 1993 : Jurassic Park (productrice des effets spéciaux)
- 1995 : Casper (productrice des effets spéciaux)
- 2004 : Gang de requins
- 2006 : Everyone's Hero (productrice déléguée)
- 2010 : Moi, moche et méchant
- 2010 : Home Makeover
- 2010 : Banana
- 2011 : Brad and Gary
- 2012 : Le Lorax
- 2012 : Wagon Oh!
- 2012 : Serenade
- 2012 : Forces of Nature
- 2013 : Moi, moche et méchant 2
- 2015 : Les Minions
- 2016 : Tous en scène